# Pine Apple
Pine Apple – miasto w Stanach Zjednoczonych, w stanie Alabama, w hrabstwie Wilcox. W roku 2023 miasto zamieszkiwało 130 osób, a gęstość zaludnienia wynosiła 16,25 osoby/km².